# Banneville-sur-Ajon
Banneville-sur-Ajon är en kommun i departementet Calvados i regionen Normandie i norra Frankrike. Kommunen ligger i kantonen Villers-Bocage som ligger i arrondissementet Caen. År 2018 hade Banneville-sur-Ajon 434 invånare.

## Befolkningsutveckling
Antalet invånare i kommunen Banneville-sur-Ajon
Referens: INSEE